# 217P/LINEAR
La comète LINEAR, officiellement 217P/LINEAR, est une comète périodique du système solaire, découverte le 21 juin 2001 par le programme LINEAR.